# Vichairachanon Khadpo
Vichairachanon Khadpo (ur. 3 marca 1968 w Khon Kaen) – tajski bokser kategorii koguciej, brązowy medalista letnich igrzysk olimpijskich w Atlancie oraz olimpijczyk z Seulu i Barcelony, dwukrotny medalista igrzysk azjatyckich (1990, 1994).